# 12 Rounds 2: Reloaded
12 Rounds 2: Reloaded es una película de acción estadounidense del 2013 dirigida por Roel Reiné y producida por WWE Studios. El elenco es encabezado por el luchador profesional Randy Orton, junto a Tom Stevens, Brian Markinson, Venus Terzo y Cindy Busby. La película es una secuela de 12 rounds protagonizada por el también luchador profesional John Cena

## Argumento

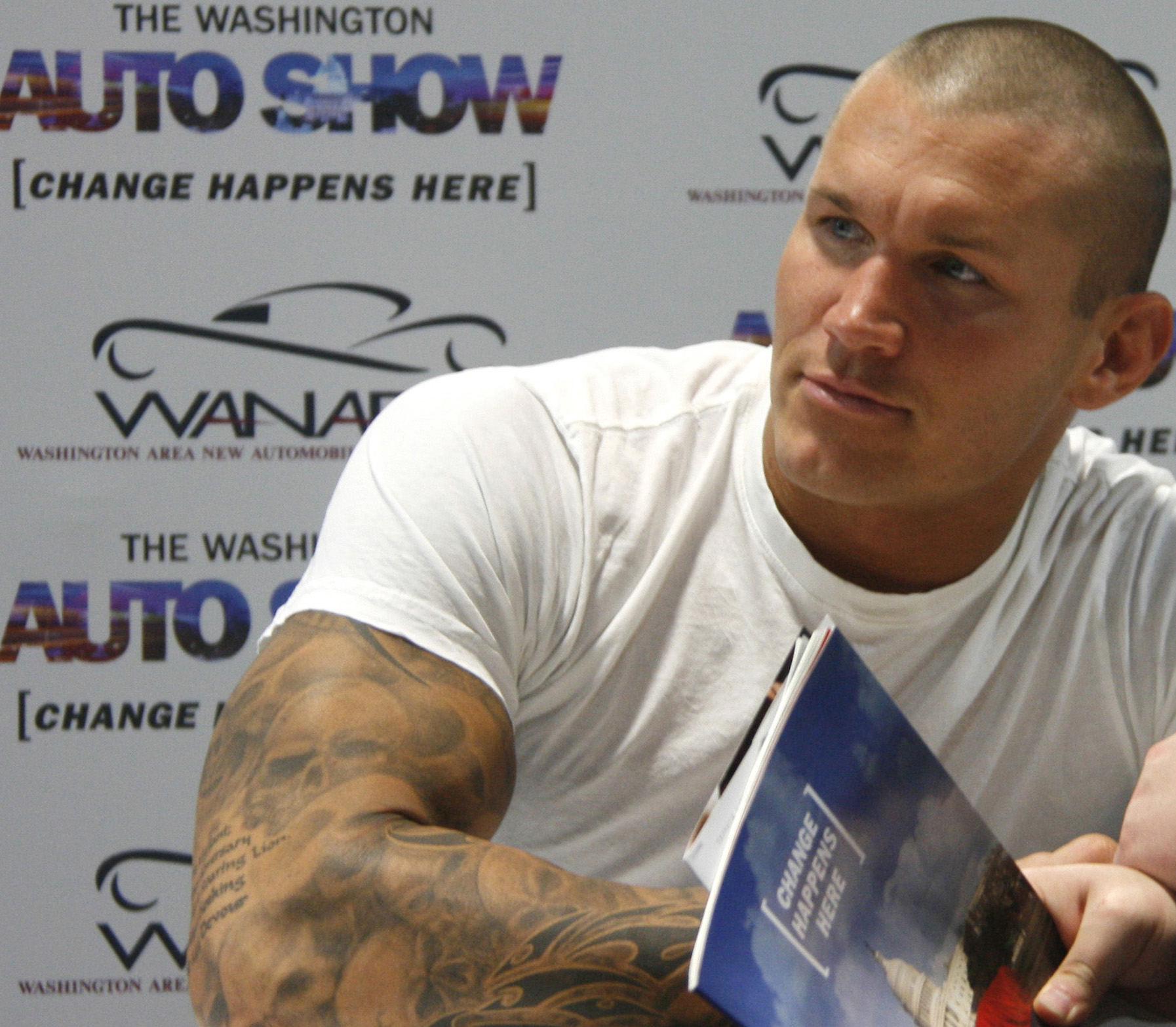
Randy Orton interpreta a Nick Malloy

Nick Malloy (Randy Orton) es técnico de emergencias médicas (EMT). Cuando en su tiempo libre junto a su esposa Sarah (Cindy Busby) se dirigían a su auto luego de ir al cine, en ese momento ocurre un accidente automovilístico en una esquina. Nick decide asistir a los heridos tratando de sacarles de los vehículos volteados, logra rescatar a los conductores pero no logra sacar a la mujer del vehículo colisionado. Luego de que Sarah llamara al 911, se conoce los hechos del accidente. Un joven ebrio llamado Tommy Weaver (Tom Stevens) colisiona un vehículo conducido por Heller (Brian Markinson) quien iba junto a su esposa Diana Heller (Janene Carleton). Al no poder Nick sacar a Diana del vehículo, esta terminó muriendo en sus manos.
A un año y dos días de aquel trágico accidente. Nick logrará continuar con su vida, pero aún con el sentimiento de culpa de no poder hacer más por aquella mujer que murió en sus manos. Un día cualquiera sale de servicio, encontrándose con el llamado de un joven malherido, luego de subirle a la ambulancia, recibe un llamado anónimo el cual le pide que baje de la ambulancia, al bajar la ambulancia estalla con un C-4 que traía consigo el joven malherido. El sujeto anónimo sin colgar le dice que acaba de perder el primer round y que quedan once por jugar.

## Reparto
| Actor             | Personaje                      |
| ----------------- | ------------------------------ |
| Randy Orton       | Nick Malloy                    |
| Tom Stevens       | Tommy Weaver                   |
| Brian Mackenzie   | Heller                         |
| Venus Terzo       | McKenzie                       |
| Cindy Busby       | Sarah Malloy                   |
| Sean Rogerson     | Sykes                          |
| Colin Lawrence    | Jay                            |
| Chelsey Reist     | Amber                          |
| Sebastian Spence  | Gobernador Devlin              |
| Janene Carleton   | Diana Heller                   |
| Sean Owen Roberts | Joven/Valet                    |
| Charlie Kerr      | Motel Clerk                    |
| Rachel Hayward    | Roberta Shaw                   |
| John Wardlow      | Juez                           |
| Jason Diablo      | Hombre del escuadrón de bombas |
| Jesse Hutch       | Swat #1                        |
| Kyle Cassie       | Técnico #1                     |
| Patrick Gilmore   | Técnico #2                     |
| Sophie Lui        | Locutora de televisión         |
| Mike Ching        | Vagabundo                      |
| Cecilia Willmer   | Chica del club                 |

## Banda sonora
La música de 12 Rounds 2: Reloaded fue compuesta por Nathan Furst y Matan Zohar, las canciones fueron The Drop, Coke & Whores y Bipolar.